# Omloop van het Hageland 2018
La 14e édition de l'Omloop van het Hageland a eu lieu le 25 février 2018. La course fait partie du calendrier international féminin UCI 2018 en catégorie 1.1 et de la Lotto Cycling Cup pour Dames 2018. Elle est remportée par la Néerlandaise Ellen van Dijk.

## Présentation

### Parcours
Le parcours est constitué d'une grande boucle suivi de 6 boucles de 13,3 km de long, ponctuées par la montée du Roeselberg. Il est long de 650 m avec une pente maximale de 11 %.

### Équipes
| Équipes féminines professionnelles (17)- Alé Cipollini - Boels Dolmans - BTC City Ljubljana - Cylance - Doltcini-Van Eyck Sport - Experza-Footlogix - FDJ-Nouvelle Aquitaine-Futuroscope - Health Mate-Cyclelive Team - Hitec Products-Birk Sport - Lotto Soudal Ladies - Mitchelton-Scott - Parkhotel Valkenburg-Destil - Sunweb - Valcar PBM - Virtu - WaowDeals - Wiggle High5 Équipe féminines amateur (12)- Autoglas Wetteren - Loving potatoes-de Jonge Renner - Equano-Wase Zon - Hoop Op Zegen Beveren - Isorex - Jan van Arckel - Jos Feron Lady Force - Keukens Redant - Maaslandster Veris CCN - Restore - Swaboladies.nl - Wielerclub de sprinters Malderen |
| |

## Récit de la course
La première échappée est à mettre au crédit de Femke Geeris et Marjolein van't Geloof. À trente-trois kilomètres de l'arrivée, Danielle Rowe attaque dans la côte du Roeselberg. Cela provoque une sélection et le peloton se réduit à une trentaine de coureuses. Liane Lippert attaque, imitée par d'autres de ses coéquipières, mais le peloton reste vigilant. Dans le dernier tour, Natalie van Gogh, Karol-Ann Canuel, Silvia Persico, Amanda Spratt, Eri Yonamine et Danielle Rowe partent. Le groupe compte jusqu'à trente secondes d'avance. Elles reprises par le peloton à huit kilomètres de la ligne. Dans le dernier passage sur le Roeselberg, Ellen van Dijk accélère. Elle réussit à rester seule à l'avant jusqu'au bout. Derrière, Chloe Hosking est la plus rapide devant Jolien D'Hoore.

## Classements

### Classement final
| \| Classement général \| Classement général \| Classement général \| Classement général \| Classement général \| \| Coureuse \| Coureuse \| Pays \| Équipe \| Temps \| \| ------------------ \| ------------------------- \| ------------------ \| ---------------------------------- \| ------------------ \| \| 1re \| Ellen van Dijk \| Pays-Bas \| Sunweb \| 3 h 36 min 14 s \| \| 2e \| Chloe Hosking \| Australie \| Alé Cipollini \| + 12 s \| \| 3e \| Jolien D'Hoore \| Belgique \| Mitchelton-Scott \| + 12 s \| \| 4e \| Maria Giulia Confalonieri \| Italie \| Valcar PBM \| + 12 s \| \| 5e \| Giorgia Bronzini \| Italie \| Cylance \| + 12 s \| \| 6e \| Roxane Fournier \| France \| FDJ-Nouvelle Aquitaine-Futuroscope \| + 12 s \| \| 7e \| Julie Norman Leth \| Danemark \| Wiggle High5 \| + 12 s \| \| 8e \| Christina Siggaard \| Danemark \| Virtu Cycling Women \| + 12 s \| \| 9e \| Valerie Demey \| Belgique \| Lotto Soudal Ladies \| + 12 s \| \| 10e \| Kaat Hannes \| Belgique \| Jos Feron Lady Force \| + 12 s \| |                           |           |                                    |                 |
| |                           |           |                                    |                 |
| Sources : ProCyclingStats Cycling Quotient |                           |           |                                    |                 |
| Classement général |                           |           |                                    |                 |
| Coureuse | Coureuse                  | Pays      | Équipe                             | Temps           |
| 1re | Ellen van Dijk            | Pays-Bas  | Sunweb                             | 3 h 36 min 14 s |
| 2e | Chloe Hosking             | Australie | Alé Cipollini                      | + 12 s          |
| 3e | Jolien D'Hoore            | Belgique  | Mitchelton-Scott                   | + 12 s          |
| 4e | Maria Giulia Confalonieri | Italie    | Valcar PBM                         | + 12 s          |
| 5e | Giorgia Bronzini          | Italie    | Cylance                            | + 12 s          |
| 6e | Roxane Fournier           | France    | FDJ-Nouvelle Aquitaine-Futuroscope | + 12 s          |
| 7e | Julie Norman Leth         | Danemark  | Wiggle High5                       | + 12 s          |
| 8e | Christina Siggaard        | Danemark  | Virtu Cycling Women                | + 12 s          |
| 9e | Valerie Demey             | Belgique  | Lotto Soudal Ladies                | + 12 s          |
| 10e | Kaat Hannes               | Belgique  | Jos Feron Lady Force               | + 12 s          |

### Points UCI
| Position           | 1er | 2e | 3e | 4e | 5e | 6e | 7e | 8e | 9e | 10e | 11e | 12e | 13e à 15e | 16e à 25e |
| Classement général | 125 | 85 | 70 | 60 | 50 | 40 | 35 | 30 | 25 | 20  | 15  | 10  | 5         | 3         |

### Prix
Les prix suivants sont distribués :
| Position | 1er   | 2e    | 3e    | 4e    | 5e    | 6e    | 7e    | 8e    | 9e    | 10e  |
| Prix     | 380 € | 330 € | 270 € | 170 € | 150 € | 140 € | 130 € | 120 € | 110 € | 60 € |

Les coureuses placées de la 11e à la 20e place  repartent avec 60 €.
En sus, un prix des monts et un classement par points sont organisés. Ils attribuent chacun 100, 60 et 40 € aux trois premières.

## Organisation
La course est organisée par le Cycling Team Tilt. Son président est Roger Nolmans, son secrétaire Jos Broos.